# When It's All Over We Still Have to Clear Up
When It's All Over We Still Have to Clear Up è il secondo album in studio del gruppo musicale alternative rock britannico Snow Patrol, pubblicato nel 2001.

## Tracce
1. Never Gonna Fall in Love Again – 2:10
2. Ask Me How I Am – 2:34
3. Making Enemies – 4:18
4. Black and Blue – 3:40
5. Last Ever Lone Gunman – 2:43
6. If I'd Found the Right Words to Say – 4:47
7. Batten Down the Hatch – 3:29
8. One Night Is Not Enough – 3:23
9. Chased by... I Don't Know What – 2:41
10. On/Off – 2:40
11. An Olive Grove Facing the Sea – 5:18
12. When It's All Over We Still Have to Clear Up – 3:17
13. Make Love to Me Forever – 2:55
14. Firelight – 3:43

## Formazione
- Gary Lightbody - voce, chitarra, piano, tastiere, cori
- Mark McClelland - basso, piano, tastiere, cori
- Jonny Quinn - batteria, cori